# Chiesa di San Nicola di Mira (Guspini)
La chiesa di San Nicola di Mira è la parrocchiale di Guspini.

## Storia e descrizione
I lavori di costruzione della chiesa di San Nicola cominciarono nel 1611, ad opera dei picapedres Giovanni Antonio Pinna e Antiogo Flores, incaricati dal rettore Antiogo Uda. Tra il 1625 e il 1630, col completamento della copertura, l'edificio venne aperto al culto. A metà del XVII secolo furono costruite le prime cappelle, inizialmente due per lato, mentre nei successivi decenni venne innalzata la torre campanaria, terminata nel 1723. Nel corso del XVIII secolo si raggiunse l'attuale numero di otto cappelle laterali. Nel 1864 venne realizzata la scalinata davanti al terrapieno (arraprau) posto anteriormente al prospetto della chiesa. Nel 1902, grazie alla donazione della mecenate Zelì Castoldi Sanna, l'arcata centrale e tutte le otto cappelle furono affrescate con
pitture allegoriche religiose. Le opere artistiche sono state restaurate nel 2012. 
La facciata presenta coronamento orizzontale, con merlatura. Il portale è sormontato da un singolare arco a ferro di cavallo, che richiama vagamente modelli di matrice islamica. Ai lati dell'arco, entro due nicchie, sono due teste marmoree con gorgiera, raffiguranti probabilmente un nobile mecenate sardo-spagnolo; si ipotizza che all'apice dell'arco fosse collocata una terza testa. Sopra il portale si trova il rosone in pietra, uno dei pochi nel suo genere in Sardegna, con cornice modanata a tori e gole e complesso traforo, simile al rosone della chiesa collegiata di Sant'Eulalia, a Cagliari, che probabilmente funse da modello.

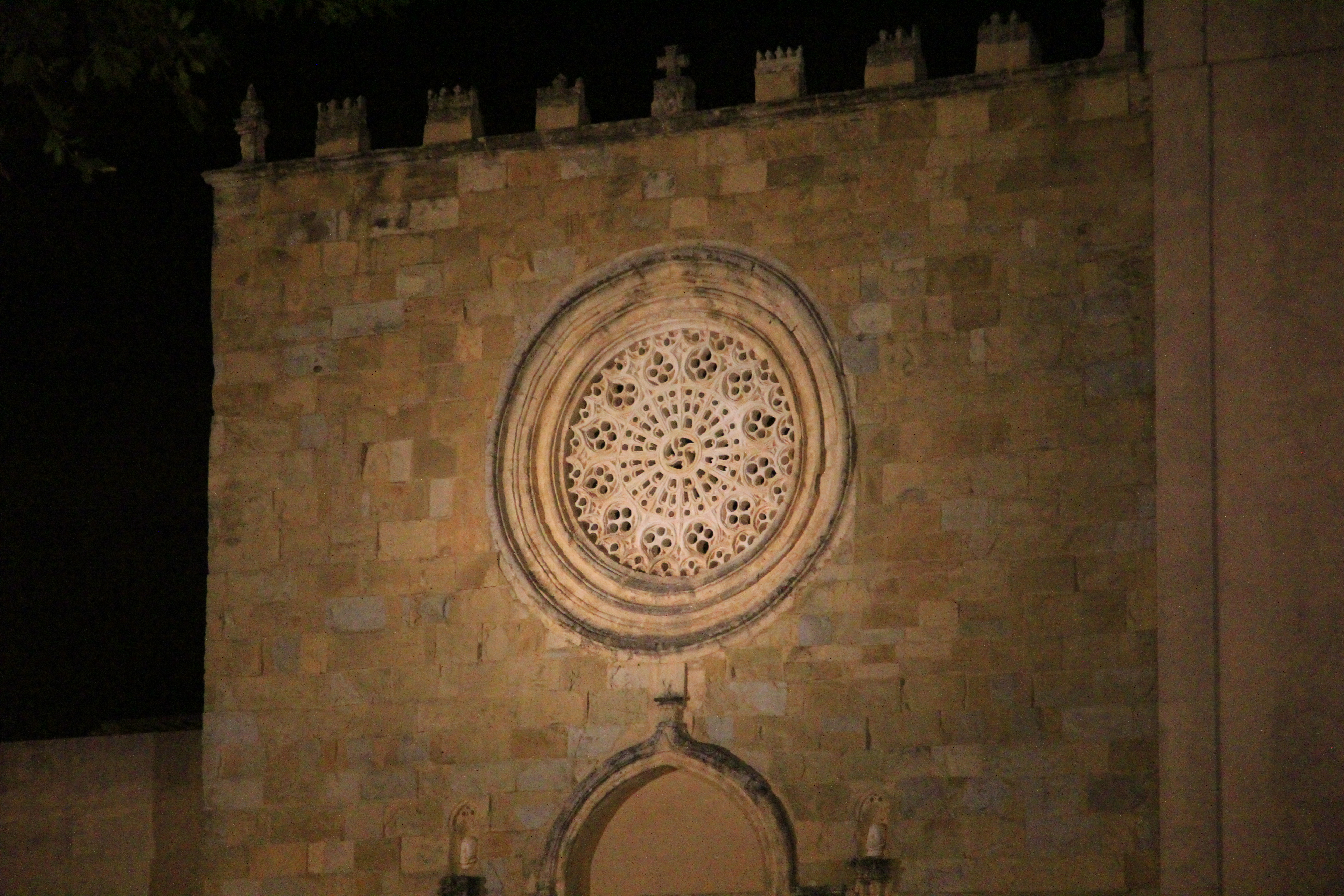
Il grande rosone

L'interno del tempio è ad una navata, voltata a botte, e cappelle laterali intercomunicanti con medesimo tipo di volta. Le volte e le pareti sono ornate da dipinti realizzati nel 1904, restaurati completamente nel 2009. Nello stesso anno è stato eseguito il rifacimento della pavimentazione e il restauro di tutte le cappelle. Anche l'altare maggiore risale al 1904, ma conserva il paliotto, risalente al 1727, appartenente al precedente altare ligneo, non pervenutoci. Il fonte battesimale, marmoreo, risale al 1766.
Nella terza cappella a destra è custodito un organo a canne del 1768, costruito dal milanese Giuseppe Lazzari. Dispone di 9 registri su unico manuale e pedale.
La chiesa fu solennemente consacrata da S.E. Mons. Francesco Emanueli, assistito dai canonici Mameli e Zucca, il 20 Marzo dell'anno giubilare universale 1926.

### Le campane (prima e dopo)
Il campanile, alto all'incirca 20 metri contiene al suo interno un concerto di 4 quattro bronzi. Il rettore Baquis Angel Flores di Azana fece fondere per la chiesa parrocchiale le prime due campane che ora si trovano riposte nel sacello del battistero, in una di esse vi è incisa la scritta: "Paroecia ad honorem beatae Mariae Virginis et sancti Nicolai episcopi patroni eclessiae opidi de Guspini venerabili anno domini 1700", l'altra campana riporta appena la data 1698. Nel 1711 venne fusa una quarta campana dal rettore Don Luis Asquer, la campana è lavorata finemente con preziosi ornamenti floreali e riporta l'iscrizione: "Rector de San Nicolau don Luis Asquer 1711". All'arrivo di Don Michele Pinna, uno dei rettori della parrocchia, decise di sostituire le vecchie campane con un nuovo concerto di 3 campane. Le vecchie campane sono state trasportate altrove:
La campana del 1700 fu donata alla chiesa di Sant'Isidoro, successivamente per via della rottura del bronzo (motivo incognito) la campana venne riportata in parrocchia ed esposta vicino alla porta del campanile, insieme al Battaglio e al Ceppo. 
La campana del 1698 e del 1311 furono esposte nel Battistero della chiesa, per mancanza di spazio nel Battistero le campane furono trasferite nella chiesetta di Santa Maria Assunta.
La campana del 1711 la troviamo ancora oggi nella torre campanaria. 
Il nuovo trio campanario venne fuso dalla Fonderia Capanni in Castelnovo ne' Monti nel 1984. Una delle tre campane venne pagata dalla vedova Assunta Sanna in ricordo del marito defunto. Purtroppo al potente squillo delle campane il campanile perdeva calcinacci, un fatto davvero grave per la pericolo dei veicoli e delle persone che passano sotto il campanile e qualche mese dopo il loro arrivo le campane dovettero tacere fino al 1990, termine dei lavori.

## Voci
1. ↑   Guspini, chiesa di San Nicola di Mira, su sardegnacultura.it.
2. 1 2 3 4   F. Segni Pulvirenti-A. Sari, Architettura tardogotica e d’influsso rinascimentale, collana “Storia dell’arte in Sardegna”, Nuoro, Ilisso, 1994, sch. 68 (PDF), su sardegnacultura.it. URL consultato il 19 gennaio 2011.
3. ↑   Chiesa di San Nicola di Mira - Cenni storici e artistici, su parrocchiasannicolo.net. URL consultato il 19 gennaio 2011 (archiviato dall'url originale il 17 novembre 2011).